# جاي دريك
جاي دريك (بالإنجليزية: Jay Drake)‏ هو مهندس أمريكي، ولد في 5 يوليو 1969.